# NGC 480
NGC 480 è una galassia a spirale situata nella costellazione della Balena a una distanza di circa 546 milioni di anni luce dalla Terra.
Fu scoperta nel 1886 da Francis Leavenworth.